# Confessions (Usher-Album)
Confessions ist das vierte Studioalbum des US-amerikanischen R&B-Sängers Usher aus dem Jahr 2004.

## Veröffentlichung
Die Erstveröffentlichung von Confessions erfolgte am 22. März 2004 bei Arista Records. Das Album erschien dabei auf CD und umfasste 17 Titel. Am 4. Oktober 2004 erschien eine „Special Edition“ des Albums. Diese beinhaltet sowohl das Duett My Boo mit Alicia Keys, als auch zwei unveröffentlichte Titel und einen zusätzlichen Remix.

## Stil
Das Album ist laut E-Zine laut.de weitgehend dem Contemporary R&B, aber auch dem Soul und Hip-Hop zuzuordnen. Während die Auskopplung Yeah! synthische Elemente vorweist, ist der Rest des Albums bis auf das Lied Bad Girl eher weniger Dancefloor-bezogen. In puncto Gesangeskünste und Stimmlage sieht laut.de Ähnlichkeiten mit Michael Jackson, Justin Timberlake und Prince.
Die Texte behandeln zumeist Liebesbeziehungen, die Usher durch die Songs verarbeitet.

## Titelliste
1. Intro – 0:47
2. Yeah! (feat. Lil Jon & Ludacris) – 4:10
3. Throwback – 4:01
4. Confessions (Interlude) – 1:15
5. Confessions (Part II) – 3:49
6. Burn – 4:16
7. Caught Up – 3:45
8. Superstar (Interlude) – 1:05
9. Superstar – 3:25
10. Truth Hurts – 3:51
11. Simple Things – 4:58
12. Bad Girl – 4:22
13. That’s What It’s Made For – 4:38
14. Can U Handle It – 5:45
15. Do It to Me – 3:54
16. Take Your Hand – 3:04
17. Follow Me – 3:31

Bonustitel
1. My Boo (feat. Alicia Keys) – 3:43
2. Red Light – 4:48
3. Seduction – 4:34
4. Confessions (Part II) (Remix) (feat. Shyne, Twista & Kanye West) – 4:29

## Singleauskopplungen
| Jahr | Titel                 | Höchstplatzierung, Gesamtwochen, AuszeichnungChartplatzierungen (Jahr, Titel, , Platzierungen, Wochen, Auszeichnungen, Anmerkungen) | Höchstplatzierung, Gesamtwochen, AuszeichnungChartplatzierungen (Jahr, Titel, , Platzierungen, Wochen, Auszeichnungen, Anmerkungen) | Höchstplatzierung, Gesamtwochen, AuszeichnungChartplatzierungen (Jahr, Titel, , Platzierungen, Wochen, Auszeichnungen, Anmerkungen) | Höchstplatzierung, Gesamtwochen, AuszeichnungChartplatzierungen (Jahr, Titel, , Platzierungen, Wochen, Auszeichnungen, Anmerkungen) | Höchstplatzierung, Gesamtwochen, AuszeichnungChartplatzierungen (Jahr, Titel, , Platzierungen, Wochen, Auszeichnungen, Anmerkungen) | Anmerkungen                                                    | [↑]: gemeinsam behandelt mit vorhergehendem Eintrag; [←]: in beiden Charts platziert |
| Jahr | Titel                 | DE | AT | CH | UK | US | Anmerkungen                                                    |                                                                                      |
| ---- | --------------------- | --- | --- | --- | --- | --- | -------------------------------------------------------------- | ------------------------------------------------------------------------------------ |
| 2004 | Yeah!                 | DE1 ×2Doppelplatin · (25 Wo.)DE | AT1 Gold · (37 Wo.)AT | CH1 Gold · (38 Wo.)CH | UK1 ×3Dreifachplatin · (23 Wo.)UK                                                                                                   | US1 ×3Diamant + Dreifachplatin · (… Wo.)US                                                                                          | Erstveröffentlichung: 27. Januar 2004 feat. Ludacris & Lil Jon |                                                                                      |
| 2004 | Burn                  | DE11 (12 Wo.)DE | AT21 (13 Wo.)AT | CH10 (16 Wo.)CH | UK1 Platin · (13 Wo.)UK | US1 ×4Vierfachplatin + Platin (Mastertone) · (30 Wo.)US                                                                             | Erstveröffentlichung: 21. März 2004                            |                                                                                      |
| 2004 | Confessions (Part II) | — | — | — | UK5 Platin · (15 Wo.)UK | US1 ×3Dreifachplatin + Gold (Mastertone) · (25 Wo.)US                                                                               | Erstveröffentlichung: 1. Juni 2004                             |                                                                                      |
| 2004 | My Boo                | DE4 Gold · (15 Wo.)DE | AT29 (14 Wo.)AT | CH3 (28 Wo.)CH[UK: ↑] | UK5 Platin · (15 Wo.)UK | US1 ×5Fünffachplatin + Platin (Mastertone) · (26 Wo.)US                                                                             | Erstveröffentlichung: 21. September 2004 feat. Alicia Keys     |                                                                                      |
| 2004 | Caught Up             | DE26 (9 Wo.)DE | AT48 (7 Wo.)AT | CH22 (16 Wo.)CH | UK9 Silber · (12 Wo.)UK | US8 Platin · (27 Wo.)US | Erstveröffentlichung: 21. Dezember 2004                        |                                                                                      |

## Rezeption
Das Album wurde sowohl in deutschsprachigen als auch in den US-amerikanischen Medien wie dem All Music Guide gut aufgenommen.
Das Internetportal CDstarts.de lobt Ushers Stimmenvielfalt und die Abwechslung, die das Album bietet.

„Negatives gibt es kaum zu berichten, denn hörenswert sind alle 17 Tracks von Anfang bis Ende.“

Das E-Zine laut.de lobt außerdem die Produktionen von Jermaine Dupri (My Boo, Burn), obwohl Usher mehr Risiko verkraftet hätte. Auch wenn das Album durch mehr musikalische Ideen zum Klassiker empor gehoben worden wäre, bezeichnet laut.de das Album als sehr gut.

„Usher kommt mit seiner Leistung auf "Confessions" einem Justin Timberlake, dem inoffiziellen Jacko-Nachfolger, gefährlich nahe.“

## Kommerzieller Erfolg

### Chartplatzierungen
| ChartsChartplatzierungen       | Höchstplatzierung | Wochen |
| ------------------------------ | ----------------- | ------ |
| Deutschland (GfK)              | 2 (58 Wo.)        | 58     |
| Österreich (Ö3)                | 25 (25 Wo.)       | 25     |
| Schweiz (IFPI)                 | 3 (55 Wo.)        | 55     |
| Vereinigte Staaten (Billboard) | 1 (255 Wo.)       | 255    |
| Vereinigtes Königreich (OCC)   | 1 (85 Wo.)        | 85     |

| ChartsJahrescharts (2004)      | Platzierung |
| ------------------------------ | ----------- |
| Deutschland (GfK)              | 17          |
| Schweiz (IFPI)                 | 14          |
| Vereinigte Staaten (Billboard) | 1           |
| Vereinigtes Königreich (OCC)   | 7           |

| ChartsJahrescharts (2005)      | Platzierung |
| ------------------------------ | ----------- |
| Vereinigte Staaten (Billboard) | 11          |
| Vereinigtes Königreich (OCC)   | 90          |

| ChartsJahrescharts (2023)      | Platzierung |
| ------------------------------ | ----------- |
| Vereinigte Staaten (Billboard) | 181         |

| ChartsJahrescharts (2024)      | Platzierung |
| ------------------------------ | ----------- |
| Vereinigte Staaten (Billboard) | 135         |

### Auszeichnungen für Musikverkäufe
Confession zählt mit weltweit mehr als 15 Millionen verkauften Einheiten zu den erfolgreichsten Alben des Jahres 2004, dabei verkaufte sich alleine in den Vereinigten Staaten etwa neun Millionen Mal. Insgesamt verkaufte es sich laut Quellenangaben über 20 Millionen Mal.
| Land/Region                  | Auszeichnungen für Musikverkäufe (Land/Region, Auszeichnung, Verkäufe) | Verkäufe    |
| ---------------------------- | ---------------------------------------------------------------------- | ----------- |
| Australien (ARIA)            | 5× Platin                                                              | 350.000     |
| Dänemark (IFPI)              | 2× Platin                                                              | (40.000)    |
| Deutschland (BVMI)           | Gold                                                                   | (100.000)   |
| Europa (IFPI)                | 2× Platin                                                              | 2.000.000   |
| Frankreich (SNEP)            | Gold                                                                   | (100.000)   |
| Japan (RIAJ)                 | Platin                                                                 | 250.000     |
| Kanada (MC)                  | 7× Platin                                                              | 700.000     |
| Neuseeland (RMNZ)            | 6× Platin                                                              | 90.000      |
| Niederlande (NVPI)           | Gold                                                                   | (40.000)    |
| Russland (NFPF)              | 2× Platin                                                              | (40.000)    |
| Schweiz (IFPI)               | Platin                                                                 | (40.000)    |
| Singapur (RIAS)              | Gold                                                                   | 5.000       |
| Ungarn (MAHASZ)              | Platin                                                                 | (20.000)    |
| Vereinigte Staaten (RIAA)    | 14× Platin                                                             | 14.000.000  |
| Vereinigtes Königreich (BPI) | 5× Platin                                                              | (1.500.000) |
| Insgesamt                    | 4× Gold · 36× Platin · 1× Diamant ·                                    | 17.395.000  |

Hauptartikel: Usher/Auszeichnungen für Musikverkäufe